# رودخانه تروییر
رودخانه تروییر (به انگلیسی: Truyère) در جنوب فرانسه واقع شده. سرچشمه‌اش توی کوه‌های سن‌سنی (Monts de la Margeride) در منطقه‌ی اُورنی-رون-آلپ (Auvergne-Rhône-Alpes) هست، و به سمت غرب جریان پیدا می‌کنه تا در نهایت به رود لوت (Lot)، که یکی از شاخه‌های رودخانه‌ی بزرگ گارون (Garonne) هست، بپیونده.
این رودخانه از استان‌های لوآر (Lozère)، کانتال (Cantal) و آویرون (Aveyron) عبور می‌کنه. در مسیرش از مناظر طبیعی کوهستانی عبور می‌کنه و چند سد و دریاچه‌ هم داره که برای تولید برق و ذخیره‌ی آب ساخته شدن، مثل سد گارابی و سد گراندوال (Grandvali)